# Xavier De Baerdemaker
Xavier De Baerdemaker (11 januari 1981) is een gewezen Belgische atleet, die zich had toegelegd op de sprint. Hij nam op de 4 x 100 m estafette deel aan de wereldkampioenschappen en Europese kampioenschappen en veroverde indoor en outdoor in totaal drie Belgische titels.

## Biografie
De Baerdemaker behaalde in 2003 zijn eerste Belgische titel op de 100 m. Hij nam dat jaar deel aan de wereldkampioenschappen in Parijs. Hij liep samen met Nathan Bongelo, Anthony Ferro en Kristof Beyens met een tijd van 39,05 s een Belgisch record op de 4 x 100 m. Dat was onvoldoende voor de finale.
In 2004 werd De Baerdemaker Belgisch kampioen op de 400 m. In 2006 nam hij op de 4 x 100 m deel aan de Europese kampioenschappen in Göteborg. Door een foutieve stokwissel behaalde de ploeg de eindmeet niet.
Indoor werd De Baerdemaker in 2008 kampioen op de 60 m.

### Clubs
De Baerdemaker was aangesloten bij Sambre-Meuse AC.

## Belgische kampioenschappen
Outdoor
| Onderdeel | Jaar |
| --------- | ---- |
| 100 m     | 2003 |
| 400 m     | 2004 |

Indoor
| Onderdeel | Jaar |
| --------- | ---- |
| 60 m      | 2008 |

## Persoonlijke records
Outdoor
| Onderdeel | Prestatie | Datum           | Plaats       |
| --------- | --------- | --------------- | ------------ |
| 100 m     | 10,39 s   | 9 augustus 2003 | Jambes       |
| 200 m     | 20,99 s   | 29 mei 2003     | Sint-Niklaas |
| 400 m     | 46,34     | 28 juli 2003    | Bydgoszcz    |

Indoor
| Onderdeel | Prestatie | Datum            | Plaats |
| --------- | --------- | ---------------- | ------ |
| 60 m      | 6,79 s    | 24 januari 2004  | Gent   |
| 200 m     | 21,45 s   | 22 februari 2004 | Gent   |

## Palmares

### 60 m
- 2007:  BK indoor AC – 6,90 s
- 2008:  BK indoor AC – 6,84 s
- 2009:  BK indoor AC – 6,90 s

### 100 m
- 2003:  BK AC – 10,51 s
- 2006:  BK AC – 10,58 s

### 400 m
- 2003: 8e EK U23 in Bydgoszcz – 47,56 s
- 2004:  BK AC – 47,23 s

### 4 x 100 m
- 2003: EK U23 in Bydgoszcz – 39,54 s
- 2003: 4e in series WK in Parijs – 39,05 s (NR)
- 2006: DNF in series EK in Göteborg

### verspringen
- 2000:  BK AC – 7,45 m

## Onderscheidingen
- 2003: Gouden Spike voor beste belofte
- 2003: Grand Prix LBFA